# Musée du vélo et de la moto
Le musée du vélo et de la moto est un musée situé dans le château de Bosc à Domazan, dans le département du Gard et la région Languedoc-Roussillon, dont les collections sont consacrées aux véhicules à deux roues.

## Collections et visite
La collection de vélo est orientée en sept axes principaux : draisiennes (1817, zoomorphe, d’enfants, dont une, classée objet des Monuments historiques),, vélocipèdes (1863, Michaux, Lallement, dont le vélocipède d’Yves Montand), grand bis (1870, Rudge, hirondelles, dont le plus grand bi du monde), tricycles (1869-1880, Jauneau, Peugeot), bicyclettes et vélos de route (1879), vélos de course de prestige (dont ceux de Jacques Anquetil et Raymond Poulidor et curiosités (vélo hélicoptère).
Les motos sont orientées en cinq axes principaux : ancêtres (Terrot 1903, Thor 1913), motos de prestige (Herderson à moteur Austin), 4 cylindres (FN 1912, Antoine 1904), prototypes (Terrot-Cuzeau 1916, Peugeot « promenade ») et populaires (Vespa, Vélo-solex, Paloma de Johnny Hallyday).
La collection de la partie moto démarre en 1900 et continue jusqu’en 1994.